# Mike McFarlane
Michael Anthony „Mike” McFarlane (ur. 2 maja 1960 w Hackney w regionie Wielki Londyn, zm. 6 czerwca 2023) – brytyjski lekkoatleta specjalizujący się w biegach sprinterskich, trzykrotny uczestnik letnich igrzysk olimpijskich (Moskwa (1980), Los Angeles (1984), Seul (1988)), wicemistrz olimpijski z Seulu w biegu sztafetowym 4 × 100 metrów.

## Sukcesy sportowe
- mistrz (1984) oraz wicemistrz (1982) Wielkiej Brytanii w biegu na 100 m
- mistrz (1982) Wielkiej Brytanii w biegu na 200 m[3]

| Rok  | Miasto      | Zawody                      | Konkurencja                                    | Wynik                                   |
| ---- | ----------- | --------------------------- | ---------------------------------------------- | --------------------------------------- |
| 1979 | Bydgoszcz   | mistrzostwa Europy juniorów | bieg na 200 m bieg na 100 m sztafeta 4 × 100 m | złoty medal brązowy medal srebrny medal |
| 1980 | Moskwa      | letnie igrzyska olimpijskie | sztafeta 4 × 100 m                             | 4. miejsce                              |
| 1982 | Brisbane    | igrzyska Wspólnoty Narodów  | bieg na 200 m                                  | złoty medal                             |
| 1984 | Los Angeles | letnie igrzyska olimpijskie | bieg na 100 m sztafeta 4 × 100 m               | 5. miejsce 7. miejsce                   |
| 1985 | Pireus      | halowe mistrzostwa Europy   | bieg na 60 m                                   | złoty medal                             |
| 1986 | Stuttgart   | mistrzostwa Europy          | bieg na 100 m sztafeta 4 × 100 m               | 6. miejsce brązowy medal                |
| 1986 | Edynburg    | igrzyska Wspólnoty Narodów  | bieg na 100 m sztafeta 4 × 100 m               | brązowy medal srebrny medal             |
| 1988 | Seul        | letnie igrzyska olimpijskie | sztafeta 4 × 100 m                             | srebrny medal                           |

## Rekordy życiowe
- bieg na 60 m (hala) – 6,61 – Pireus 02/03/1985
- bieg na 100 m – 10,22 – Londyn 20/06/1986
- bieg na 200 m – 20,43 – Brisbane 07/10/1982